# Universidade Federal de Sergipe

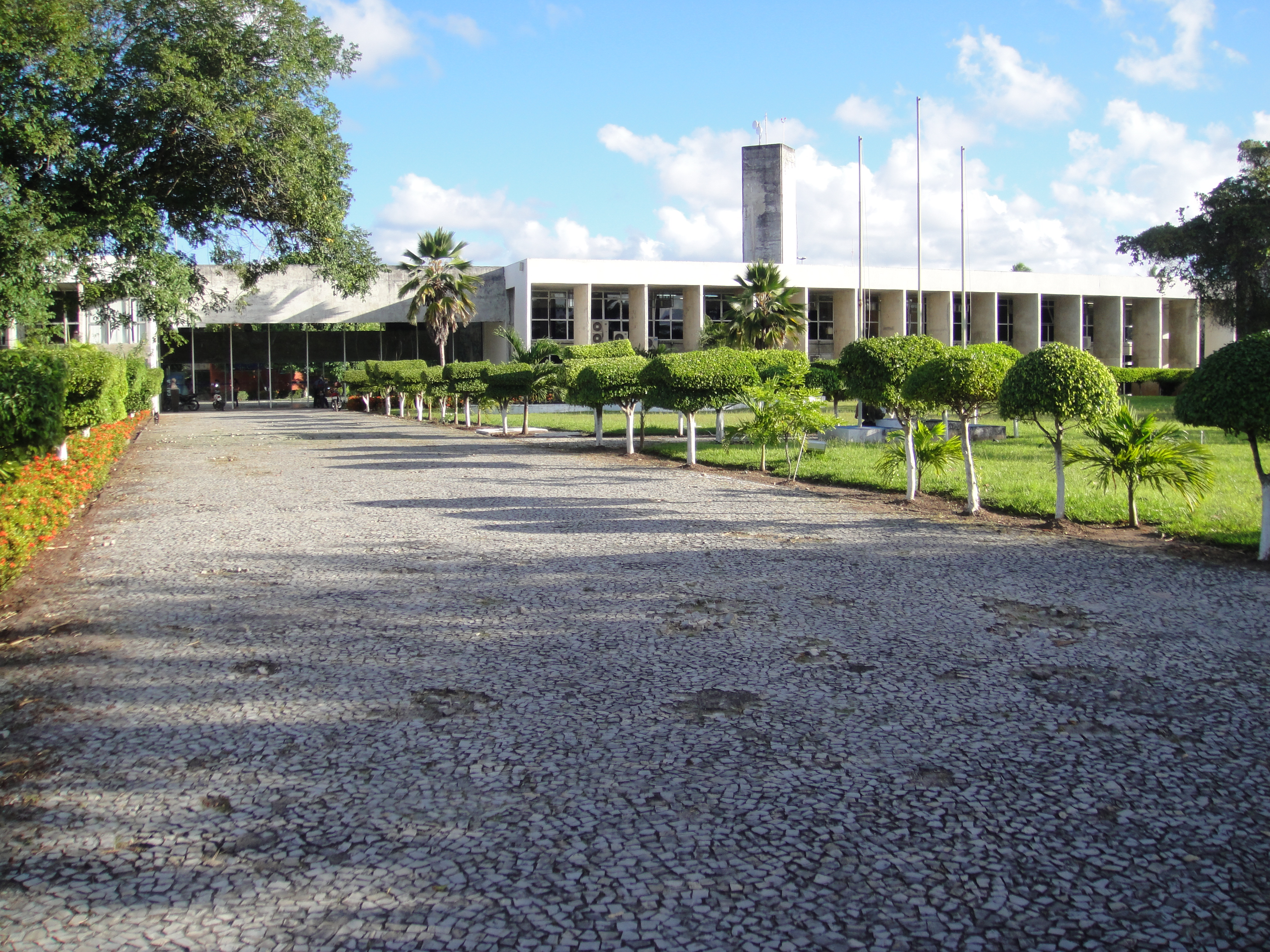
Eixo de acesso a Reitoria.

A Universidade Federal de Sergipe (UFS) é uma instituição pública federal localizada no município de São Cristóvão, Sergipe, Brasil. A UFS constitui uma das mais importantes universidades do Norte e Nordeste do Brasil. É a única universidade pública do estado de Sergipe, sendo responsável por 90% de toda produção científica sergipana.

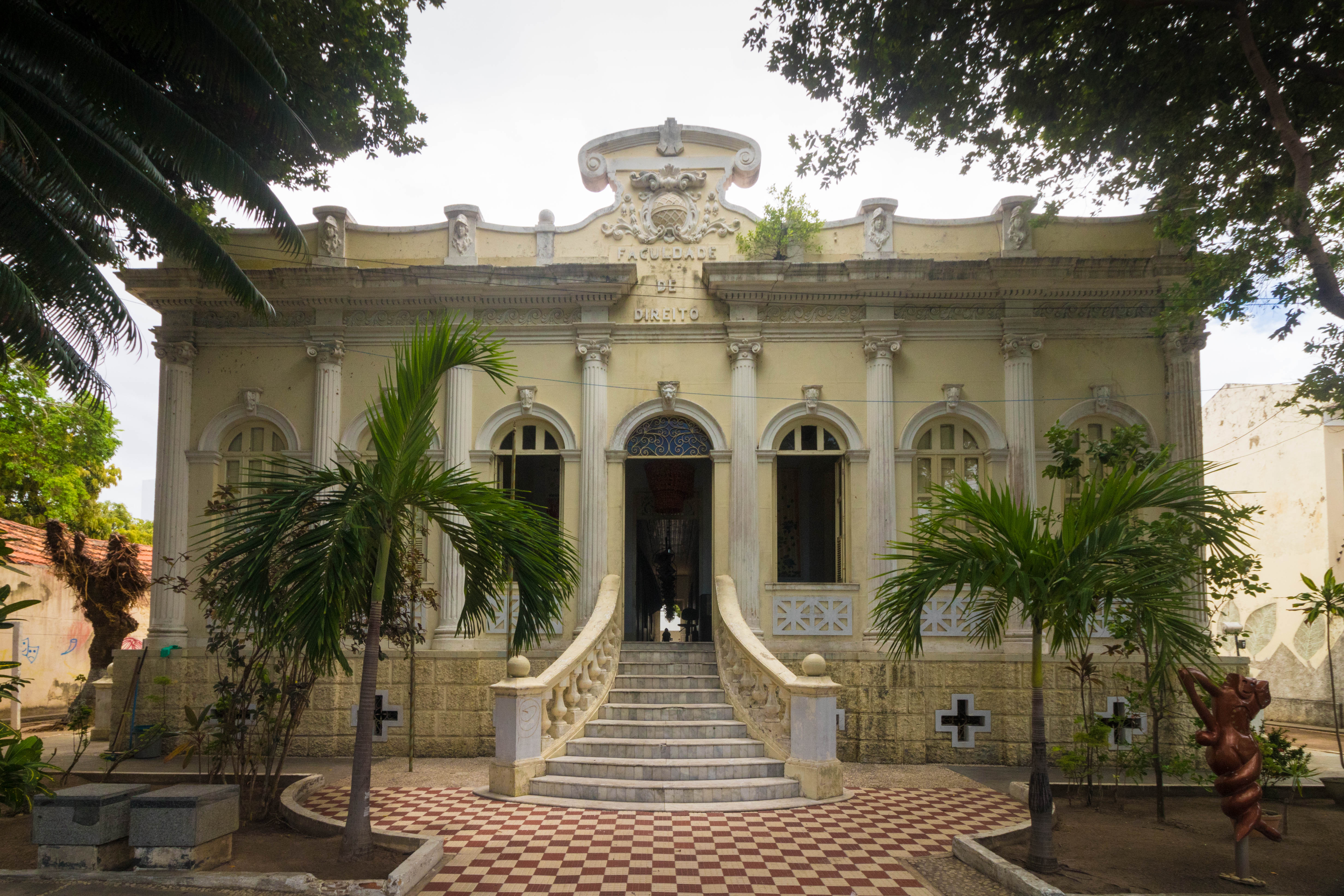
Fachada do edifício que abrigou a Faculdade de Direito de Sergipe e que, atualmente, recebe o Centro de Cultura e Arte da Universidade Federal de Sergipe.

Segundo a Times High Education, a Universidade Federal de Sergipe configura o ranking das melhores universidades do Brasil, ocupando o 5º lugar.
A universidade tem, segundo ranking da Universidade de Stanford, seis nomes entre os cientistas mais influentes de todo o mundo.

## Histórico

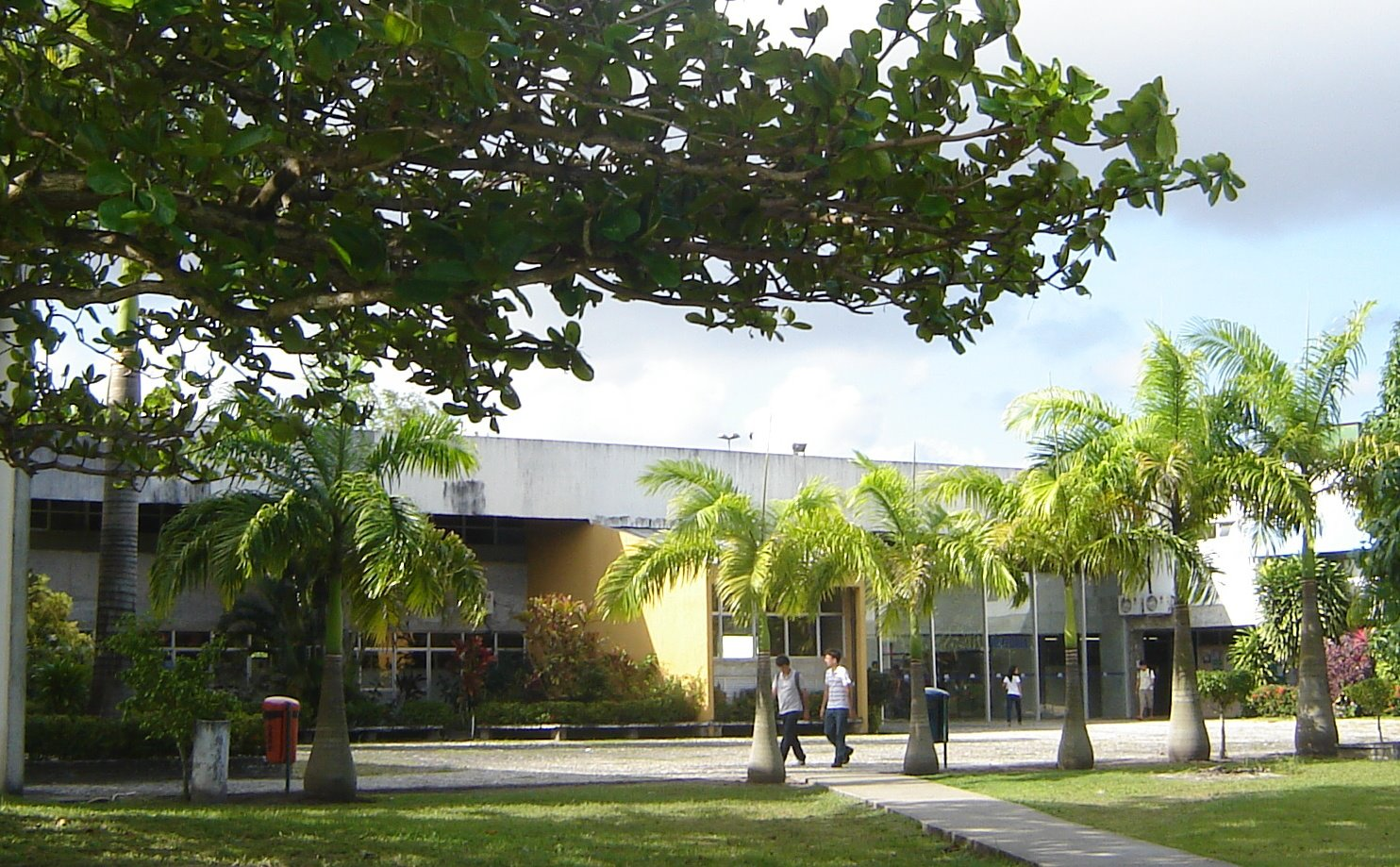
Pátio interno da Reitoria.

O ensino superior no estado de Sergipe foi iniciado em 1920, vindo a funcionar em 1950 com a criação das Faculdade de Ciências Econômicas de Sergipe e de Química, a Faculdade de Direito e a Faculdade Católica de Filosofia em 1951. Em 1954 criava-se a Escola de Serviço Social e em 1961 a Faculdade de Ciências Médicas. Com esse número de escolas superiores foi possível pleitear a criação de uma Universidade em Sergipe. Através da Lei n. 1.194 de 11 de julho de 1963, o Governo do Estado de Sergipe, autoriza a transferência dos Estabelecimentos de Ensino Superior existentes no Estado para a Fundação Universidade Federal de Sergipe, ora em organização pelo Governo Federal. 

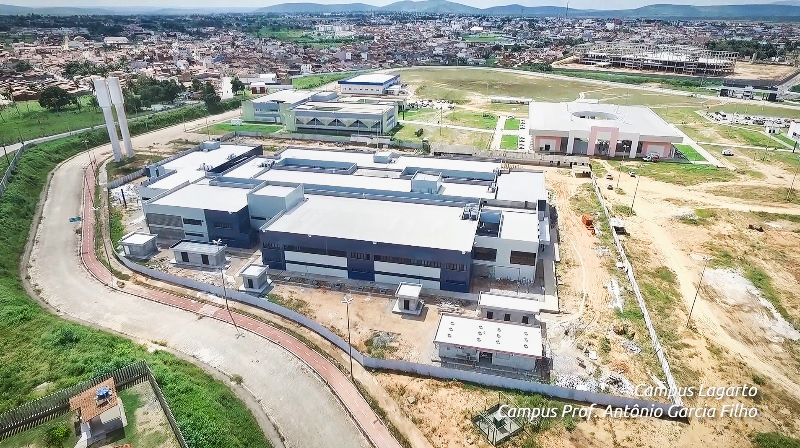
Campus de Lagarto em fase de obras.

Quatro anos depois, foi instituída a Fundação Universidade Federal de Sergipe, em 28 de fevereiro de 1967, pelo Decreto-Lei n. 269 e instalada em 15 de maio de 1968, com a incorporação de 06 Escolas Superiores ou Faculdades que ministravam 10 cursos administrados por cinco faculdades e cinco institutos. Em decorrência da Reforma Universitária Brasileira foram criados cinco Centros Acadêmicos.

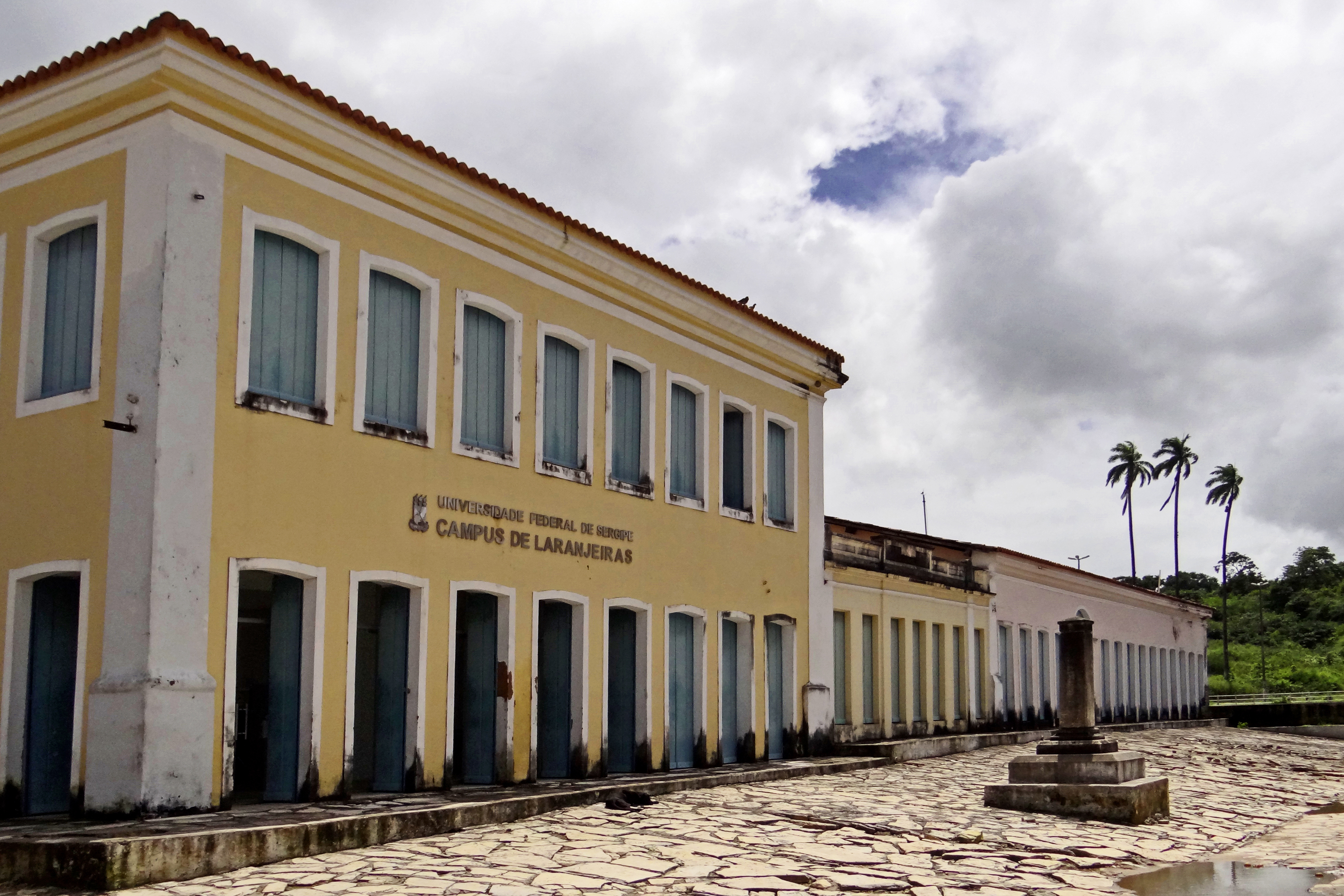
Edificação principal do Campus de Laranjeiras da Universidade Federal de Sergipe.

As Unidades Administrativas e Acadêmicas da UFS funcionam, em sua maior parte, na Cidade Universitária Prof. José Aloísio de Campos. Integram a Cidade Universitária: a Reitoria, a Prefeitura do Campus, o Complexo Esportivo, os Centros Acadêmicos (CCBS, CCET, CCSA, CCAA e CECH), a Biblioteca Central - BICEN, o Restaurante Universitário - RESUN, o Núcleo de Tecnologia da Informação - NTI, o Arquivo Central, o Centro Editorial e Audiovisual - CEAV, Colégio de Aplicação - CODAP, Rádio Universitária - RU, Hospital Veterinário e demais setores. Funcionam fora da Cidade Universitária: o Campus da Saúde, o Campus Avançado do Crasto, o Campus Rural, o Museu de Arqueologia de Xingó (MAX), localizado em Canindé de São Francisco, o Centro de Cultura e Arte - CULTART e o Museu do Homem Sergipano, além dos Campus localizados nas cidades de Itabaiana, Laranjeiras, Lagarto, Nossa Senhora da Glória e o Centro de Reabilitação na cidade de Simão Dias, vinculado ao Departamento de Fisioterapia de Lagarto (DFTL). 

## Graduação
A universidade oferece 106 cursos de graduação, distribuídos entre os cinco Centros Acadêmicos e seus cinco Campi.
São eles:
- Centro de Ciências Agrárias Aplicadas - CCAA[13]
- Centro de Ciências Sociais Aplicadas - CCSA[14]
- Centro de Educação e Ciências Humanas - CECH[15]
- Centro de Ciências Exatas e Tecnologia - CCET[16]
- Centro de Ciências Biológicas e da Saúde - CCBS[17]

1. Hospital Universitário de Sergipe

- Campus de Laranjeiras - CAMPUSLAR[18]
- Campus de Itabaiana - CAMPUSITA[19]
- Campus de Lagarto - CAMPUSLAG[20]
- Campus de Glória - CAMPUSSER[21]

| Centro de Ciências Agrárias Aplicadas | Centro de Ciências Exatas e Tecnologia | Campus de Laranjeiras |
| --- | --- | --- |
| - Engenharia Agrícola - Engenharia Agronômica - Engenharia de Pesca - Engenharia Florestal - Medicina Veterinária - Zootecnia | - Engenharia de Materiais - Engenharia da Computação - Engenharia Ambiental e Sanititária - Engenharia Civil - Engenharia Elétrica - Engenharia Eletrônica - Engenharia de Petróleo - Engenharia de Produção - Engenharia Florestal - Engenharia Quimica - Engenharia Mecânica - Engenharia de Alimentos - Ciência da Computação - Sistemas de Informação - Ciências Atuariais - Estatística - Química Industrial - Astrofísica - Física Médica - Física - Geologia - Matemática - Matemática Aplicada e Computacional - Química | - Arquitetura e Urbanisno - Arquelogia - Dança - Museologia |
| Centro de Ciências Sociais Aplicadas | Centro de Ciências Biológicas e da Saúde | Campus de Itabaiana |
| - Administração - Biblioteconomia e Documentação - Ciências Contábeis - Direito - Economia - Relações Internacionais - Secretariado Executivo - Serviço Social - Turismo | - Ciências Biológicas - Ecologia - Educação Física - Enfermagem - Farmácia - Fonoaudiologia - Fisioterapia - Medicina - Nutrição - Odontologia | - Ciências Biológicas - Física - Geografia - Letras Português - Matemática - Pedagogia - Química - Administração - Ciências Contábeis - Sistemas de Informação |
| Centro de Educação e Ciências Humanas | Campus de Glória | Campus de Lagarto |
| - Letras Português - Letras Português-Francês - Letras Português-Espanhol - Letras Português-Inglês - Letras Espanhol - Letras Inglês - Letras Libras - Publicidade e Propaganda - Jornalismo - Cinema e Audiovisual - Teatro - Filosofia - Pedagogia - História - Ciências Sociais - Geografia - Artes Visuais - Design - Ciências da Religião - Música - Psicologia | - Agroindustria - Engenharia Agronômica - Medicina Veterinária - Zootecnia | - Enfermagem - Farmácia - Fonoaudiologia - Fisioterapia - Medicina - Nutrição - Odontologia - Terapia Ocupacional                                              |

## Reitores
Fonte: SOUZA, Josefa Eliana. História e Memória da Universidade Federal de Sergipe (1968-2012)
- João Cardoso do Nascimento Júnior (1968-1972)
- Luiz Bispo (1972-1976)
- José Aloísio de Campos (1976-1980)
- Gilson Cajueiro de Hollanda (1980-1984)
- Eduardo Antonio Conde Garcia (1984-1988)
- Clodoaldo de Alencar Filho (1988-1992)
- Luiz Hermínio de Aguiar Oliveira (1992-1996)
- José Fernandes de Lima (1996-2000 e 2000-2004)
- Josué Modesto dos Passos Subrinho (2004-2008 e 2008-2012)
- Angelo Roberto Antoniolli (2012-2016 e 2016-2020)
- Liliádia da Silva Oliveira Barreto (2020-2021)
- Valter Joviniano de Santana Filho (2021 - 2025)
- André Maurício Conceição de Souza (2025 - atual)

## Ex-alunos ilustres
- Ver Biografias de alunos e ex-alunos notórios

Nesta universidade notáveis profissionais obtiveram sua formação acadêmica,destacam-se:
Internacionalmente
- Otaviano Canuto dos Santos Filho : Economista e Ex-Diretor Executivo do Fundo Monetário Internacional e Banco Mundial [23]
- Marina Caskey :  Médica imunologista e professora da Universidade Rockefeller USA [24]

Nacionalmente
- Carlos Augusto Ayres Britto de Freitas : Jurista e ministro do STF .[25]
- Josué Modesto : Economista e ex-reitor da UFS e  Universidade Federal da Integração Latino-Americana [26]

Política
- Albano Franco : Advogado, foi governador e senador por Sergipe [27]
- Jackson Barreto : Advogado, foi governador e Deputado Federal  por Sergipe [28]
- Marcelo Déda : Advogado, foi prefeito de Aracaju,governador e Deputado Federal  por Sergipe [29]
- Linda Brasil: Pedagoga, foi vereadora de Aracaju e Deputada Estadual por Sergipe

Jurídico
- Vladimir Carvalho : Desembargador do Tribunal Regional Federal da 5ª Região. [30]

Cultura
- Isaac Dourado Cineasta [31].

## Pólos da UFS/UAB
- Arauá
- Brejo Grande
- Carira
- Estância
- Japaratuba
- Lagarto
- Laranjeiras
- Nossa Senhora das Dores
- Nossa Senhora da Glória
- Poço Verde
- Porto da Folha
- Propriá
- São Cristóvão
- São Domingos

## Periódicos científicos
A UFS editora os seguintes periódicos científicos:
- Boletim Historiar;
- Revista GeoNordeste;
- Revista Sergipana de Matemática e Educação Matemática;
- Revista Sergipana de Educação Ambiental.